# Anderson Andrade Antunes
Anderson Andrade Antunes (geboren am 15. November 1981 in Ipitinga) ist ein brasilianischer ehemaliger Fußballspieler.

## Karriere
Der 1,79 Meter große Stürmer begann seine Karriere 2003 beim Verein Campinense Clube. Nach einer kurzen Zeit in Mexiko unterschrieb er 2006 einen Vertrag beim Verein Mito Hollyhock in der zweiten Liga. Binnen kürzester Zeit entwickelte er sich zu einem sich zu einem Torjäger in der Liga und er war an siebter Stelle. Am 20. Dezember 2006 gab er bekannt, dass er 2007 wieder nach Brasilien zurückkehren möchte. Entgegen seiner Ankündigung unterschrieb er 2007 einen Vertrag beim japanischen Verein Sagan Tosu. Am 16. Juni 2007 wurde er von dem Verein Shimizu S-Pulse ausgeliehen. Nach einer weniger glücklichen Saison unterschrieb er für 2008 einen Vertrag beim Verein Yokohama FC. Im Jahr 2009 kehrte er nach Brasilien zurück und unterschrieb einen Vertrag beim Verein Rio Branco de Andradas FC. Zum ägyptischen Verein al Zamalek SC, welcher sich in der ersten Liga befand. Jedoch kündigte der Verein den Vertrag, ehe der Spieler überhaupt ein Spiel absolvierte. Anderson unterzeichnete einen Vertrag beim costa-ricanischen Verein Brujas FC, schoss acht Tore in neun Ligaspielen. Seine nächste Station war der Verein Daegu FC, ehe er wieder zum anderen Verein kam. 2011 kehrte er wieder nach Costa Rica zurück, wo er einen Vertrag beim Verein CS Herediano. Von 2014 an stand er bei dem Verein Roasso Kumamoto unter Vertrag; im Jahr 2016 wechselte er nach Costa Rica, wo er fast den gesamten Rest seiner Karriere verbrachte.